# سالم صالح سالم بن بريك
سالم صالح سالم بن بريك هو سياسي يمني، عين وزيراً للمالية في 19 سبتمبر 2019. عين رئيسًا للوزراء في 3 مايو 2025 خلفًا لأحمد عوض بن مبارك.

## النشأة
وُلد سالم بن بريك في 3 أبريل 1965 في مدينة المكلا، وهي مدينة ساحلية تقع في شرق اليمن على خليج عدن.

## المسيرة المهنية
شغل سالم بن بريك منصب وزير المالية قبل أن يُعيَّن رئيسًا للوزراء. وجاء تعيينه بعد استقالة أحمد عوض بن مبارك، الذي تنحّى مشيرًا إلى صعوبات في أداء مهامه، بما في ذلك منعه من تنفيذ تعديل وزاري. وقد اتسمت فترة ولاية مبارك بصدامات مع رشاد العليمي، رئيس المجلس الرئاسي اليمني، حول إقالة عدد من وزراء الحكومة. وتأتي قيادة بن بريك في وقت لا تزال فيه اليمن تعاني من حرب أهلية طويلة الأمد، حيث يسيطر الحوثيون على أجزاء كبيرة من البلاد، بما في ذلك العاصمة صنعاء. وقد كثّفت الولايات المتحدة ضرباتها الجوية ضد مواقع الحوثيين بهدف ردع هجماتهم على الشحن التجاري في البحر الأحمر.
| المناصب السياسية       | المناصب السياسية                                 | المناصب السياسية |
| ---------------------- | ------------------------------------------------ | ---------------- |
| سبقه منصر القعيطي      | وزير المالية 19 سبتمبر 2019 - الآن               | تبعه             |
| سبقه أحمد عوض بن مبارك | رئيس وزراء الجمهورية اليمنية 03 مايو 2025 - الآن | تبعه             |